# Tour du Mont Fallère
 (septembre 2017).
Si vous disposez d'ouvrages ou d'articles de référence ou si vous connaissez des sites web de qualité traitant du thème abordé ici, merci de compléter l'article en donnant les références utiles à sa vérifiabilité et en les liant à la section « Notes et références ».
Le Tour du Mont Fallère, ou TMF, est l'un des sentiers de grande randonnée en boucle, traversant des communes et des vallées latérales de la Vallée d'Aoste. Il encercle le chaînon du mont Fallère.

## Description
Le TMF est un sentier de randonnée de longue distance créé en 2014.
Il peut être parcouru en environ 13 heures sur une distance d'environ 35 km avec 2,3 km de dénivellation totale en montée.
Le circuit part de Saint-Oyen ou d’Étroubles dans la vallée du Grand-Saint-Bernard. Une fois arrivé à l’alpage Tza de Flassin, l’itinéraire se poursuit en direction du col Vertosan et du col Fenêtre avant de descendre au refuge Fallère.
La deuxième étape longe en altitude le versant sud du mont Fallère, monte au col de Metz ainsi qu’à la Pointe de Chaligne puis, descend au refuge Chaligne. Ensuite, sur une route d’abord à plat, puis en descente, l’itinéraire revient au bourg d’Étroubles et à Saint-Oyen.
Le tracé passe par les communes de Gignod, Aoste, Sarre, Saint-Pierre, Avise, Saint-Rhémy-en-Bosses, Saint-Oyen et Étroubles.
Le tour peut être parcouru en sens horaire ou antihoraire et passe par les refuges Fallère et Chaligne.